# Tebello Nyokong
Tebello Nyokong (sinh 20 tháng 10 năm 1951) là một nhà hóa học và giáo sư tại Đại học Rhodes, và là người nhận Order of Mapungubwe in Bronze của Tổng thống Nam Phi. Bà được trao tặng Huy chương vàng Viện Hóa học Nam Phi vào năm 2012, và được vinh danh là một trong top 10 những người phụ nữ có ảnh hưởng nhất trong khoa học và công nghệ ở châu Phi bởi IT News Africa. Bà hiện đang nghiên cứu liệu pháp quang động (photo-dynamic therapy), một phương pháp trị ung thư thay thế cho hóa trị liệu. Vào năm 2007, bà là một trong top ba nhà khoa học có công trình xuất bản nhiều nhất châu Phi, và vào năm 2013 bà được trao tặng Giải thưởng National Research Foundation's Lifetime Achievement Award.

## Giáo dục
Nyokong lớn lên trong hoàn cảnh nghèo khó. Bà phải mặc lại quần áo cũ và đi chân đất. Khi còn là một cô bé bà được gửi tới sống với ông bà của mình ở vùng núi Lesotho. Bà học về khoa học bằng cách quan sát cuộc sống hoang dã trong khi làm một cô bé tám tuổi đi chăn cừu. Nyokong nói rằng bà sẽ dành một ngày đi học ở trường rồi ngày sau đó phải chăn cừu. Nyokong nói rằng một trong những ước mơ thời thơ ấu của bà là sở hữu một đôi giày của riêng mình. Khi bà bắt đầu đi học bà bị đẩy ra xa khỏi khoa học vì được bảo là nó là một môn học quá khó. Phải hai năm sau đó bà mới đổi hướng và với lòng kiên trì bà đã hoàn thành khóa học khoa học.